# Чемпіонат України
Чемпіонат України - всеукраїнське змагання з багатьох видів спорту, яке проводиться раз на рік. У змаганнях беруть участь українські команди або спортсмени. Сезон триває з початку року до кінця року або зі середини року до середини наступного року. Найпопулярнішими у теле-аудиторії вважаються: в першу чергу Чемпіонат України з футболу, а також чемпіонат України з баскетболу, волейболу, гандболу, хокею із шайбою і легкої атлетики.

## Чемпіонати України з літніх видів спорту
- Чемпіонат України з академічного веслування
- Чемпіонат України з американського футболу
- Чемпіонат України з бадмінтону
- Чемпіонат України з баскетболу
- Чемпіонат України з баскетболу серед жінок
- Чемпіонат України з бейсболу
- Чемпіонат України з бейсболу серед жінок
- Чемпіонат України з боксу
- Чемпіонат України з водного поло
- Чемпіонат України з водного поло серед жінок
- Чемпіонат України з водних видів спорту
- Чемпіонат України з волейболу
- Чемпіонат України з волейболу серед жінок
- Чемпіонат України з волейболу серед жіночих молодіжних команд
- Чемпіонат України з волейболу серед дівчат
- Чемпіонат України з гандболу
- Чемпіонат України з гандболу серед жінок
- Чемпіонат України з гімнастики
- Чемпіонат України з веслування на байдарках і каное
- Чемпіонат України з веслувального слалому
- Чемпіонат України з дзюдо
- Чемпіонат України з карате
- Чемпіонат України з корфболу
- Чемпіонат України  з кунг-фу
- Чемпіонат України з легкої атлетики
- Чемпіонат України з футзалу
- Чемпіонат України з настільного тенісу
- Чемпіонат України з пляжного волейболу
- Чемпіонат України з пляжного футболу
- Чемпіонат України з регбі
- Чемпіонат України з регбі серед жінок
- Чемпіонат України з спідвею
- Чемпіонат України зі спортивного орієнтування
- Чемпіонат України зі спортивного орієнтування серед студентів
- Чемпіонат України з важкої атлетики
- Чемпіонат України з фехтування
- Чемпіонат України з футболу
- Чемпіонат України з футболу серед молодіжних команд
- Чемпіонат України з футболу серед жінок
- Чемпіонат України з хокею на траві
- Чемпіонат України з хокею на траві серед жінок
- Чемпіонат України з шосейних велогонок

## Чемпіонати України із зимових видів спорту
- Чемпіонат України з біатлону
- Чемпіонат України з бобслею і скелетону
- Чемпіонат України з гірськолижного спорту
- Чемпіонат України з керлінгу
- Чемпіонат України з ковзанярського спорту
- Чемпіонат України з лижних видів спорту
- Чемпіонат України з санного спорту
- Чемпіонат України з фігурного катання
- Чемпіонат України з фігурного катання серед юніорів
- Чемпіонат України з хокею з м'ячем
- Чемпіонат України з хокею з м'ячем серед жінок
- Чемпіонат України з хокею
- Чемпіонат України з хокею із шайбою серед молодіжних команд
- Чемпіонат України з хокею із шайбою серед юніорських команд
- Чемпіонат України з хокею із шайбою серед жінок

## Чемпіонати України по інших видах спорту
- Чемпіонат України з ралі
- Чемпіонат України з міні-ралі «Кубок Лиманів»
- Чемпіонат України зі снукеру
- Чемпіонат України зі снукеру серед жінок
- Чемпіонат України зі снукеру серед любителів
- Чемпіонат України зі снукеру серед ветеранів
- Чемпіонат України з шахів

## Інше
- Чемпіонат України з «Що? Де? Коли?»